# Templo de Flora (Aventino)
Templo de Flora (em latim: Templum Florae) era um templo dedicado à deusa romana Flora depois de uma consulta aos Livros Sibilinos após um seca que ocorreu em Roma entre 241 e 238 a.C.. Ele ficava localizado perto do Circo Máximo, na parte baixa da encosta do monte Aventino, um local que, na época, era associado à plebe romana, de frente para Circo Máximo; nas imediações ficavam o Templo de Mercúrio e o Templo de Ceres. Jogos e um festival, a Florália, foram instituídos para celebrar a data de função do templo (28 de abril); a celebração foi intermitente até que uma série de quebras de colheita levaram à celebração anual a partir de 173. Atualmente não resta nenhum vestígio dele.